# Climacoptera glaberrima
Climacoptera glaberrima är en amarantväxtart som beskrevs av Viktor Petrovitj Botjantsev. Climacoptera glaberrima ingår i släktet Climacoptera, och familjen amarantväxter. Inga underarter finns listade i Catalogue of Life.